# Loewe (Madrid)
Loewe is een Spaans bedrijf dat bekendstaat om de dure lederwaren en andere luxegoederen in de mode-industrie. Het bedrijf maakt sinds 1996 deel uit van de luxegoederengroep LVMH. In 2011 bedroeg de omzet van Loewe 200 miljoen euro.

## Bedrijfsgeschiedenis
De Duitser Heinrich Loewe Rössberg (1844–1929; in Spanje bekend als Enrique Loewe) uit Kassel ontmoette de twee Spanjaarden José Silva en Florencio Rivas in Madrid, die er sinds 1846 een werkplaats voor bont en lederwaren hadden. In 1872 richtte Enrique Loewe samen met de twee Madrilenen E. Loewe SA op. In hetzelfde jaar opende Loewe zijn eerste winkel voor lederwaren in Madrid. In de tweede generatie werd het bedrijf in 1905 geleid door Enrique Loewe Hinton (1879–1934), zoon van de oprichter. Het bedrijf werd hofleverancier van het Spaanse hof.
Loewe Hinton schonk het bedrijf aan zijn zoons Enrique Loewe Knappe (1912–2016) en Germán Loewe Knappe. De eerste concentreerde zich op de internationale expansie vanuit Madrid, terwijl de laatste de Spaanse zaken leidde vanuit Barcelona. In 1951 richtten de twee de naamloze vennootschap Loewe SA op, waarin ze andere aandeelhouders accepteerden. Zelf behielden zij de meerderheid. In de daaropvolgende jaren werden in Spanje tal van Loewe-winkels geopend. In 1965 trad de achterkleinzoon van de oprichter, Enrique Loewe Lynch (* 1941), toe tot het bedrijf. Vanaf het einde van de jaren zestig werden ook Loewe-winkels in het buitenland geopend. Het eerste filiaal was in het toen pas geopende Hilton Hotel aan Park Lane (1963) in Londen. Daarna volgden filialen in Jermyn Street (1966) en ten slotte in Old Bond Street (1969) in Londen. In de jaren 70 openden Loewe-winkels hun deuren in Tokio en Hong Kong.
In 1972 verscheen Loewe's eerste parfum voor vrouwen, genaamd L. De eerste herengeur, Loewe para Hombre (later omgedoopt tot Loewe pour homme ), volgde in 1978. Beide geuren zijn nog steeds verkrijgbaar. De parfumserie met dames- en herengeuren is in de loop der jaren uitgebreid met talloze geuren, waaronder Aire (1985, dames), Aura (1994, dames), Esencia (1998, heren), Agua de Loewe (2000, unisex), Solo (2004, heren), 7 (2010, heren), Loewe 001 (2016, zowel dames als heren). Alleen al in de jaren 2010 werden meer dan 50 nieuwe of variaties op eerdere geuren op de markt gebracht.
In 1958 werd modeontwerper Vicente Vela benoemd tot hoofdontwerper van Loewe. In 1970 creëerde Vela het Loewe-logo, dat vandaag de dag nog steeds in gewijzigde vorm wordt gebruikt, bestaande uit vier 'L' s in een vierkant. In 1997 ging Vela met pensioen na veertig jaar dienst. In de jaren zestig en zeventig creëerden modeontwerpers als Karl Lagerfeld, Giorgio Armani en Laura Biagiotti als gastontwerper damescollecties voor Loewe. In 1997 benoemde LVMH Narciso Rodriguez tot damesmodeontwerper bij Loewe. Sindsdien is Loewe, met onderbrekingen, met damesmode vertegenwoordigd op de Paris Fashion Week. Rodriguez werd in 2002 opgevolgd door José Enrique Oña Selfa. In juli 2007 werd de Brit Stuart Vevers hoofdontwerper bij Loewe. Onder Vevers verschoof de focus bij Loewe naar de mode-accessoires met handtassen en werd de damesmode bijzaak.
Tot 1980 hielden de gebroeders Loewe samen 51% van de aandelen in het bedrijf. Germán Loewe Knappe verkocht vervolgens zijn aandeel in het bedrijf aan de familie Ruiz-Mateos en hun Rumasa-imperium, waarmee zij voor 66% eigenaar werden.van Loewe. In januari 1983 opende Loewe een boetiek in de toen nieuw gebouwde Trump Tower in New York. De inrichting hiervan had meer dan drie miljoen dollar gekost. De boetiek werd in 1986 weer gesloten. Op 23 februari 1983 werd Rumasa door de Spaanse regering onder leiding van Felipe González genationaliseerd vanwege een enorme schuldenlast. De Spaanse staat gunde het contract voor Loewe in 1984 aan een consortium rond de Urvois-Spínola-groep, waartoe ook Enrique Loewe Knappe behoorde.
In 1985 richtte Loewe onder Urvois-Spinola samen met de Franse luxegoederengroep Louis Vuitton (vanaf 1987 LVMH ), het bedrijf Loewe Internacional op voor de verkoop van Loewe-producten buiten Spanje en de distributie van Loewe-parfums. Deze onderneming was voor 10% in handen van Loewe zelf en voor 90% in handen van LVMH. In 1986 opende Loewe zijn eigen herenmodezaak in Madrid. Bernard Arnault bouwde voor LVMH tot 1992 een belang van ongeveer 30% op in Loewe. In 1996 werd Loewe volledig overgenomen door LVMH en samengevoegd met Loewe Internacional.
In september 2013 benoemde LVMH de Ier Jonathan William Anderson, ontwerper van zijn eigen modemerk JW Anderson, tot creatief directeur van Loewe. Anderson liet de merkbelettering en het logo van Loewe vernieuwen, creëerde een nieuwe herenmodellijn en breidde de Loewe-damesmode uit. Andersons Loewe damesmode wordt sinds september 2014 gepresenteerd op de catwalk tijdens de Paris Fashion Weeks. In 2014 opende Anderson een Loewe-ontwerpstudio in Parijs. In 2017 presenteerde Anderson op de meubelbeurs in Milaan voor het eerst een meubelserie uit de serie Loewe Home. In 2018 werd Anderson benoemd tot lid van de raad van bestuur van Loewe.
Loewe produceert nog altijd in Spanje in de fabrieken in Getafe bij Madrid en in Barcelona. Volgens eigen informatie heeft Loewe wereldwijd ongeveer 1.100 mensen in dienst. Ongeveer 30% van de omzet werd aan het begin van de jaren 2010 behaald door het handtasmodel "Amazona" in de vorm van een bowlingtas, die sinds 1975 wordt aangeboden. In 2014 had Loewe 143 winkels wereldwijd, waarvan 27 in Spanje en 27 in Japan. Sindsdien zijn er meer winkels geopend, onder meer in Miami (2015) en Melbourne (2016). In 2014 opende de eerste flagshipstore Casa Loewe zijn deuren in Tokio, waar de collecties van het bedrijf worden gepresenteerd omringd door kunstvoorwerpen. In hetzelfde jaar volgde een Casa Loewe in Milaan en in 2016 een filiaal in Madrid.